# محوطه آق‌یر
محوطه آق یر مربوط به دوره اشکانیان - دوره ساسانیان است و در شهرستان ماهنشان، بخش انگوران، دهستان انگوران، ۵۰۰ متری جنوب روستای خاینیک واقع شده و این اثر در تاریخ ۲۷ بهمن ۱۳۸۷ با شمارهٔ ثبت ۲۴۵۹۶ به‌عنوان یکی از آثار ملی ایران به ثبت رسیده است.